# Wielka Nyża
Wielka Nyża – jaskinia, a właściwie schronisko, w Dolinie Kościeliskiej w Tatrach Zachodnich. Wejście do niej znajduje się w północno-zachodnim zboczu żlebu Żeleźniak, powyżej kopalni Maturka, na wysokości 1300 metrów n.p.m. Długość jaskini wynosi 9 metrów, a jej deniwelacja 8 metrów.

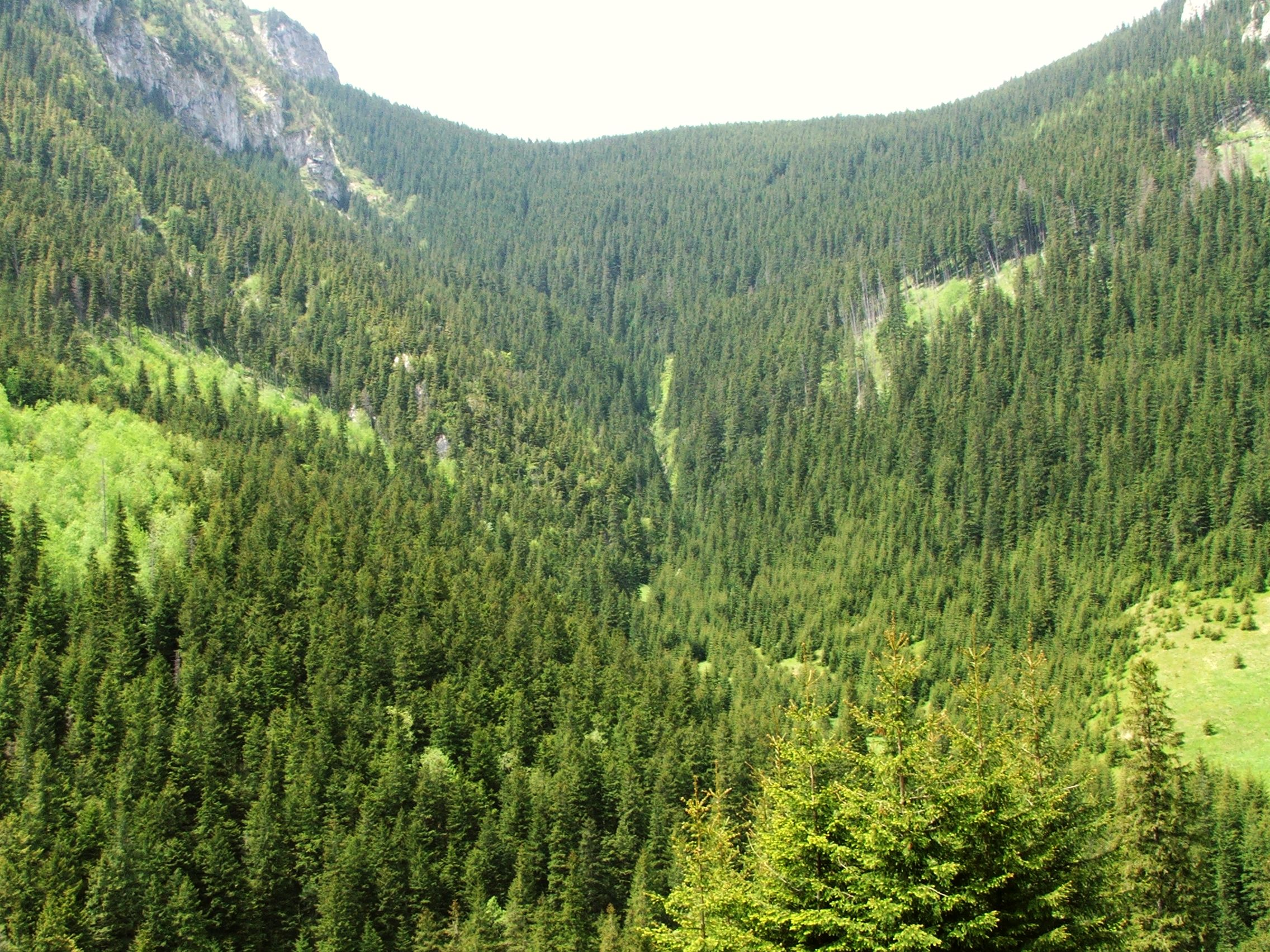
Żleb Żeleźniak. Widok z Hali Pisanej

## Opis jaskini
Jaskinię stanowi duża nyża o pochylonym dnie, do której prowadzi olbrzymi, owalny otwór wejściowy.

## Przyroda
W jaskini brak jest nacieków. Ściany są suche, rosną na nich mchy, trawy i porosty.

## Historia odkryć
Jaskinia była znana od dawna. Jej pierwszy plan i opis sporządziła I. Luty przy pomocy J. Iwanickiego w 1979 roku.